# 内生生物

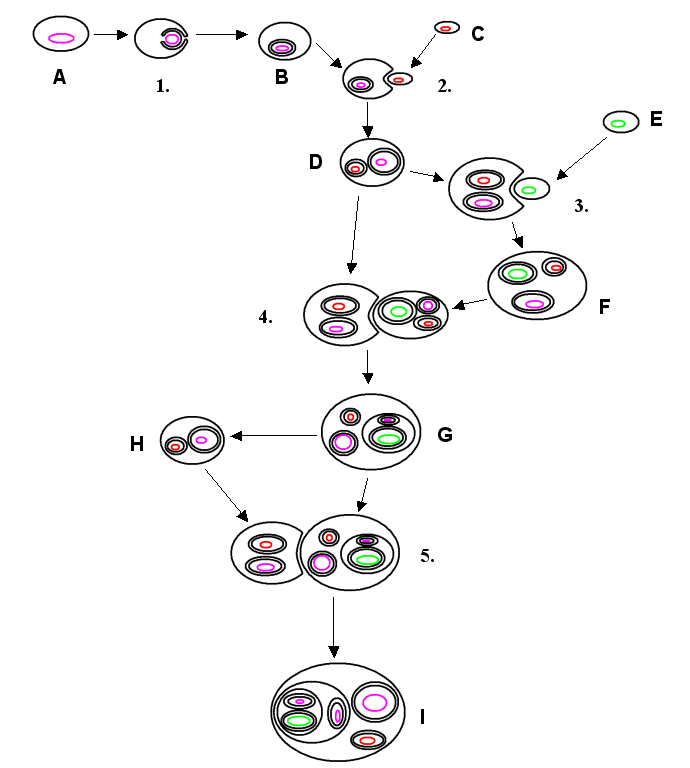
シンビオジェネシスの過程。生物が他種の単細胞生物を取り込み、その単細胞生物を細胞内小器官とする。二つの生物は一つの生物として統合される。

内生生物（ないせいせいぶつ、英: endobiont）あるいは内部共生体（ないぶきょうせいたい、英: endosymbiont）とは、他の生物の体内もしくは細胞内で生息する生物のことである。彼らの共生の生態を内部共生あるいは内共生（endosymbiosis）と呼ぶ。例としては、植物の根粒に生息する窒素固定細菌(根粒菌)、造礁サンゴやシャコガイ類と共生する褐虫藻、著しくアミノ酸組成の偏る維管束液のみを食物とするアブラムシやカイガラムシ、セミ、ビタミンB群をごくわずかしか含まない哺乳類などの血液のみを食物とするシラミなどの昆虫の摂取栄養素を補正し、栄養摂取のおよそ10－15%を賄う細胞内小器官様細菌などである。
ある生物にとって、他の生物への共生が生存に必須である場合、その生物にとって共生は絶対または偏性(obligate)であるという。多くの場合、内部共生は内生生物と宿主のどちらにとっても偏性である。ハオリムシ類（シボグリヌム科）がその例であり、その内生菌から栄養素を得ている。昆虫と共生するボルバキアも偏性内生生物の例である。しかし、全ての内部共生が宿主にとって生存に必須なものではなく、内生生物か宿主かのどちらかにとってだけ有益な例も存在する。バンクロフト糸状虫Wuchereria bancroftiや常在糸状虫Mansonella perstansなどは人間や昆虫の寄生虫であり、昆虫を介して人間体内に侵入すると考えられている。
真核生物にとって最も一般的な細胞内小器官であるミトコンドリアと、葉緑体などの色素体は元々、内生細菌であったとされる。この定説を細胞内共生説という。細胞内共生説は、異なる生物の統合による新生物の誕生（シンビオジェネシス）の考えに基づく。この考えは1905年に最初に考え出され、1910年にロシアの植物学者Konstantin Mereschkowskiによって公表された。

## 細胞内小器官の内部共生

葉緑体と藍藻の比較と類似点

真核生物にとって最も一般的な細胞内小器官であるミトコンドリアと、葉緑体などの色素体は元々、内生細菌であったとされる。これら細胞小器官の起源は、食作用で真核細胞に取り込まれた細菌であるとされる。取り込まれた後に細菌は細胞内で進化を繰り返し、宿主と細菌は共生関係になったとされる。この仮説を細胞内共生説という。
細胞内共生説では、ミトコンドリアの前身となった好気性細菌を嫌気性細菌が取り込んだにもかかわらず、消化に失敗したことになる。細胞質は消化途中の栄養源で満たされており、内生細菌にとって好ましい環境であったと考えられている。内生細菌が好気呼吸により細胞質内の物質からアデノシン三リン酸を合成し、その一部を宿主の細胞質に供給したと考えられている。この供給は嫌気性の宿主に好気呼吸を可能にさせ、それによるエネルギーを与える。最終的に、内生細菌は独立することができなくなり、細胞内小器官となった。
葉緑体の起源はミトコンドリアのそれと近しい。昔、真核細胞が光合成性の藍藻を取り込み、消化に失敗したと考えられている。そして、ミトコンドリアと同様に細胞内で生息するうちに葉緑体となったとされる。他の細胞内小器官も内生細菌に由来するかもしれない。繊毛や鞭毛、中心小体、微小管は元々、スピロヘータと初期真核細胞の間の生物であったという意見がある。
細胞内共生説の根拠はいくつかある。ミトコンドリアと色素体は、宿主のものとは異なる独自の少量のDNAを持つ。このDNAは、オルガネラが独立した好気性細菌であったときのゲノムの名残である可能性がある。また、ミトコンドリアと色素体のゲノムが細菌の系統樹に照らし合わされた結果、ゲノムから細菌のDNA配列が発見された。ミトコンドリアは、アルファプロテオバクテリア門の細菌が起源であることを明確に示すDNA配列を持つ。色素体は、藍藻を起源とするDNA配列を持つ。
さらに、原核細胞に好気性細菌が内部共生した過程を反映したような生物が発見されており、これは真核細胞と細胞内小器官との関係に非常に類似している。例えば、大型アメーバPelomyxaはミトコンドリアを持たないが、好気性細菌を保有し、これが同様の役割を果たす。イシサンゴ目のサンゴの一部や二枚貝、嚢舌類の腹足類の一部、ミドリゾウリムシなど繊毛虫の一種は細胞内に藻類や化学合成細菌をその生涯にわたって保有する。また、昆虫の内生菌の多くは太古から宿主との共生関係を続けており、その関係は垂直感染により子孫へと受け継がれている。
加えて、昆虫内生菌のゲノム進化の過程は、細胞内共生説での内生細菌から細胞内小器官への進化過程と類似する。類似点とは例えば、ゲノム量の減少、ゲノム進化の速さ、そしてヌクレオチドにおいてグアニンとシトシンが減りアデニンとチミンが豊富となる配列変化である。
細胞内共生説の更なる証拠として、葉緑体およびミトコンドリアには原核生物のリボソームと、それらを囲む二重膜が存在する。これまで、もともと独立していた時代の原核生物の膜が内膜であり、外膜は、最初に原核生物を呑み込んだ食細胞のもの（食細胞膜）であると広く考えられていた。しかしながら、この見解は次の事実に反する。i）現代の藍藻とアルファプロテオバクテリアの両方がグラム陰性菌であり、細胞膜は二重膜である。 ii）内在性細胞小器官（葉緑体およびミトコンドリア）の外膜において脂質およびタンパク質組成物はこれら細菌のものに非常に類似している。これまでの生化学研究の知見は、細胞内小器官の進化中に、祖先細菌の二重膜が葉緑体とミトコンドリアのものとなり、食細胞膜が消失したことを強く示唆している。 ある種の藻類には三重または四重膜を持つものも存在する。恐らく内共生が繰り返された結果であろう（ごく稀に貪食細胞の膜が残っている場合もある）。

## 海洋無脊椎動物の内生細菌
細胞内部以外に生息する内生生物も存在する。細胞外内生細菌は棘皮動物門の4つの綱全て（ウミユリ綱、クモヒトデ綱、ウニ綱、およびナマコ綱）で発見されている。これらの細菌には共生生物としての一般的性質（感染、個体間や子孫間への伝播、代謝要求）はほとんど確認されていない。系統学的解析によると、これらの内生生物はアルファプロテオバクテリア綱に属し、リゾビウム属とチオバシラス属に関連している。別の研究では棘皮動物門において内生細菌は多種にわたって広く分布し、その菌数は非常に高い。
海洋性の貧毛類の一部（例えば、OlaviusやInanidrillus）はその全身に偏性細胞外内生細菌を持っている。これらは化学合成性の内生細菌に栄養的に依存しており、消化器系や排泄系（消化管、口腔、原腎管）を持たない。

## 海洋性の後生動物と原生生物の内生渦鞭毛藻
Symbiodinium属の内部共生性の渦鞭毛藻は褐虫藻として知られている。褐虫藻の宿主生物としてサンゴや軟体動物(特にオオシャコガイTridacna gigas)、海綿動物、有孔虫が確認されている。褐虫藻は光合成により宿主にエネルギーを与える。サンゴがこのエネルギーを利用する結果、炭酸塩が沈殿し、サンゴ礁が形成される。
Symbiodinium属には多数の種が含まれる。中には宿主に特異的な系統群も存在する。しかし多くの場合、Symbiodinium属藻類の分布は環境要因により決定されている。サンゴが環境ストレスを受けたときのサンゴの応答、死滅（白化）やその再生はこの内生生物の分布に影響される。

## 原生生物の内生生物
Mixotricha paradoxaはミトコンドリアを持たない原生生物である。しかし、宿主特異的な細菌を細胞内に保有し、ミトコンドリアと同様の機能による恩恵を受け取っている。Mixotricha属はまたこれとは別に3種類の内生菌を細胞表面に持つ。
繊毛虫のミドリゾウリムシParamecium bursariaは、緑虫藻と呼ばれる緑藻と共生している。
有殻糸状根足虫の一種Paulinella chromatophoraには藍藻が内部共生している。この共生関係は比較的近年の進化で獲得したことが示唆されている。

## 昆虫の内生細菌
昆虫の内生生物は一次と二次の2つに大別される。一次内生菌(Primary endosymbionts: P-endosymbionts)は数百万年以上(数千万から数億年間の場合もある)にわたって昆虫との偏性共生を続けてきた。二次内生菌(Secondary endosymbionts: S-endosymbionts)の共生関係はこれよりも新しい。二次内生菌は血リンパの中に生息し、個体間に水平伝播する。二次内生菌は昆虫に特異的ではなく、他の生物にも感染し得る(下記参照)。また偏性ではない。
昆虫の一次内生菌についての研究はエンドウヒゲナガアブラムシ(Acyrthosiphon pisum)とその内生菌Buchnera sp. APS、ツェツェバエ(Glossina morsitans morsitans)とその内生菌Wigglesworthia glossinidia brevipalpis、シロアリとその内生原生生物で研究が進んでいる。これら内生生物は、昆虫内部から取り出すと室内条件で培養できない。宿主昆虫は内生細菌なしでは、特殊な飼料で生き続けられるが不健康となり、長くとも数世代しか続かない。
いくつかの昆虫群において内生菌は、菌細胞（英: bacteriocyteまたはmycetocyte）と呼ばれる特殊な宿主細胞に生息し、母系伝播される、すなわち、母親の内生菌は子孫に垂直伝播される。ブクネラ属（Buchnera）などの内生菌は卵の内部へと伝播される。ウィグルスウォーチア属（Wigglesworthia）などは体液を介して発生途上の胚に伝播される。シロアリの内生生物については水平伝播の機構が明らかになっている。内生生物は後腸に生息し、コロニー内での栄養交換(アリ・ハチなど社会性昆虫が相互または成虫と幼虫間で口からの分泌物を交換・伝達すること)を介して伝播される。
一次内生菌は宿主体内で養分を摂取し代謝産物を生み出すことで宿主に利益を与える。利益とは、代謝産物が宿主にとって、宿主が自力で得ることが難しい栄養素となることである。もしくは、宿主の代謝経路によって生み出されるが宿主にとって有毒な老廃物を、一次内生菌が更に代謝して無毒化することである。例えば、ブクネラ属細菌の主な役割は、アブラムシが植物の樹液から得ることができない必須アミノ酸を合成することである。同様に、ウィグルスウォーチア属細菌の主な役割は、ツェツェバエが食べる血液から得られないビタミンを合成することであると推測される。シロアリの内生原生生物の主な役割は、宿主が食べる食物繊維のリグノセルロース質を分解することである。
内生細菌とっても内部共生は利益を与える。主な利点としては、捕食者との遭遇機会と他の細菌種との競合機会の減少、宿主による栄養素の十分かつ安定的な供給、環境の安定性である。
昆虫の偏性内生細菌のゲノムは既知の細菌で最小である。非内部共生性の密接な近縁細菌種と比較すると、偏性内生細菌は多くの遺伝子を失ったことがわかる。損失した遺伝子はいくつかは昆虫の内部共生において必要ないものと推測されている。
偏性共生細菌への攻撃は宿主昆虫の殺傷につながる。病原虫や食害虫といった害虫駆除の方法の一つとして注目されている。例えば、アブラムシは農作物にとって害虫であり、ツェツェバエはアフリカ睡眠病の原因原虫ブルーストリパノソーマ（Trypanosoma brucei）の媒介者である。他に、昆虫の偏性共生細菌の研究目的には細菌の遺伝学と分子生物学についての研究がある。外部の自然環境で生息する細菌が持つ遺伝子の多くを喪失して、共生細菌はどのようにして生育するのだろうか。
エンドウヒゲナガアブラムシ(Acyrthosiphon pisum)は少なくとも3種類の二次内生菌を保有する。Hamiltonella defensa、Regiella insecticolaそしてSerratia symbioticaである。H. defensaは寄生虫からの宿主の防御を助ける。ツェツェバエは二次内生菌Sodalis glossinidiusを保有する。この細菌は、中腸と血リンパといった宿主組織の細胞間および細胞内に生息する。ツェツェバエとこの二次内生菌について、この2種の進化に系統発生学的な相関性はない。ツェツェバエの一次内生菌Wigglesworthiaとは異なり、Sodalisはin vitroで培養できる。

## 内部共生ウイルスと内在性レトロウイルス
ある種のレトロウイルスは胎生哺乳動物に内部共生する。胎生動物が妊娠してこの内在性レトロウイルス（endogenous retrovirus, ERV）は活性化され、大量に繁殖させられる。その役割は第一に、免疫抑制剤、おそらく母親の免疫系から胚を保護するため、と考えられている。免疫系は他個体の細胞を認識するとそれを攻撃するため、子となる胚を母親の免疫系から防御することは妊娠の成功に重要である。第二の役割は、ウイルス融合タンパク質を生産して胎盤合胞体を形成し、母体と胚との間で遊走細胞の交換を制限することである。胚発生中、母親の血液細胞は胚の上皮細胞間に入り込むことができるようになり、挿入が生じると上皮は不良となる。
ERVは元来、外部の感染性レトロウイルスであったが、進化を経て内生生物となった。免疫抑制機能は本来、感染のための能力であった。融合タンパク質は、細胞の一つに感染した後に、近接する他の細胞と感染細胞とを融合させることによって感染を拡大させる方法でしかなかったかもしれない。現代の胎生哺乳類の祖先は、このウイルスに感染した後の進化で誕生したと考えられている。おそらく、この感染によって胎児が母親の免疫系から生き延びる能力は向上したのであろう。
ヒトゲノムプロジェクトにより24科、数千種のERVが発見された。